# Список астероидов, пересекающих орбиту Венеры

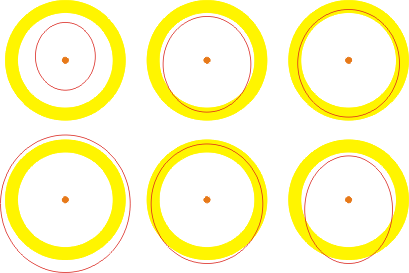
Внутренняя орбита: левый, верхний;
Внешняя орбита: левый, нижний;
Внутренний грейзер: средний, верхний;
Внешний грейзер: средний, нижний;
Коорбитальная орбита: правый, верхний;
Кроссер-орбита: правый, нижний

Венера-кроссеры — это астероиды, орбиты которых пересекают орбиту Венеры. Перигелий орбиты у таких астероидов располагается внутри орбиты Венеры, то есть он меньше афелия Венеры (0,718 а. е.), но больше её перигелия (0,728 а. е.). 
Венера имеет квазиспутник 2002 VE68. Этот астероид также пересекает орбиты Меркурия и Земли. Предполагается, что он остаётся «компаньоном» Венеры на протяжении 7000 лет и покинет её через 500 лет.

## Список астероидов
В данном списке представлены два класса астероидов: пересекающие орбиту Венеры или входящие в неё снаружи (отмечены знаком †) и астероиды, пересекающие не только орбиту Венеры, но и орбиту Меркурия (отмечены знаком ‡).
| - (1566) Икар (Icarus)‡ - (1862) Аполлон (Apollo) - (1864) Дедал (Daedalus) - (1865) Цербер (Cerberus) - (1981) Мидас (Midas) - (2063) Бахус (Bacchus) - (2100) Ра-Шалом (Ra-Shalom) - (2101) Адонис (Adonis) ‡ - (2201) Ольято (Oljato) - (2212) Гефест (Hephaistos) ‡ - (2340) Хатхор (Hathor) ‡ - (3200) Фаэтон (Phaethon) ‡ - (3360) Сиринга (Syrinx) - (3362) Хуфу (Khufu) - (3554) Амон (Amun) - (3753) Круитни (Cruithne) - (3838) Эпона (Epona) ‡ - (4034) Вишну (Vishnu) - (4183) Куно (Cuno) † - (4197) Morpheus - (4341) Посейдон (Poseidon) - (4450) Пан (Pan) - (4581) Асклепий (Asclepius) - (4769) Касталия (Castalia) | - (4953) 1990 MU - (5131) 1990 BG - (5143) Геракл (Heracles) ‡ - (5381) Сехмет (Sekhmet) - (5590) 1990 VA - (5604) 1992 FE - (5660) 1974 MA ‡ - (5693) 1993 EA - (5786) Талос ‡ - (5828) 1991 AM - (6037) 1988 EG - (6063) Ясон (Jason) - (6239) Минос (Minos) - (8035) 1992 TB † - (8176) 1991 WA - (8507) 1991 CB1 - (9162) 1987 OA - (9202) 1993 PB - (10145) 1994 CK1 - (10165) 1995 BL2 - (11500) 1989 UR - (16816) 1997 UF9 - (16960) 1998 QS52 ‡ | - (17182) 1999 VU - (22753) 1998 WT - (24443) 2000 OG ‡ - (26379) 1999 HZ1 - (30997) 1995 UO5 - (31662) 1999 HP11 † - (33342) 1998 WT24 ‡ - (36284) 2000 DM8 - (37655) Ильяпа (Illapa) ‡ - (38086) 1999 JB - (40267) 1999 GJ4 ‡ - (41429) 2000 GE2 - (52750) 1998 KK17 - (55532) 2001 WG2 - (65679) 1989 UQ - (65733) 1993 PC - (65909) 1998 FH12 - (66063) 1998 RO1 ‡ - (66146) 1998 TU3 ‡ - (66253) 1999 GT3 ‡ - (66391) 1999 KW4 ‡ - (66400) 1999 LT7 ‡ | - (67381) 2000 OL8 - (68347) 2001 KB67 - (68348) 2001 LO7 ‡ - (68950) 2002 QF15 - (69230) Гермес (Hermes) - (85182) 1991 AQ - (85713) 1998 SS49 - (85770) 1998 UP1 - (85953) 1999 FK21 ‡ - (85989) 1999 JD6 ‡ - (85990) 1999 JV6 - (86450) 2000 CK33 - (86667) 2000 FO10 ‡ - (86829) 2000 GR146 - (86878) 2000 HD24 - (87025) 2000 JT66 - (87309) 2000 QP ‡ - (87684) 2000 SY2 ‡ - (88213) 2001 AF2 ‡ - (88254) 2001 FM129 ‡ - (89958) 2002 LY45 ‡ - (90367) 2003 LC5 - (137052) Тьельвар ‡ - (310442) 2000 CH59 |